# 庄司竹真
庄司 竹真（しょうじ ちくしん、嘉永7年3月28日（1854年4月25日） - 昭和11年（1936年））は明治時代の日本画家。

## 略歴
柴田是真の門人。嘉永7年（1854年）3月に江戸・浅草に生まれる。本名は餘四郎。司寛庵とも号した。始めは蒔絵を志して明治初年当時、中山胡民の亡き後の蒔絵第一人者であった是真に入門する。是真門下では高弟の池田泰真が蒔絵の後継者として薬研堀派をなしていたが、他に鑑画会での活躍が知られる高橋応真、夭折した松野応真らがいて、竹真も含めて十哲と呼ばれた。竹真は蒔絵より日本画に優れていたため、29歳の時から日本画を専門にするようになり、是真の次男の柴田真哉を指導する立場となった。明治10年（1877年）の第1回内国勧業博覧会に蒔絵「月に船図」を出品、明治14年（1881年）の第2回内国勧業博覧会に「月下吹笛の図」を出品、明治17年（1884年）の第2回内国絵画共進会に「山水」、「花鳥」を出品、褒状を得ている。明治20年代前半には日本美術協会を中心に活躍したが、明治24年（1891年）の日本青年絵画協会設立の際には真哉を後見して協会結成に尽力した。また、明治25年（1892年）、日本青年絵画協会第1回共進会には25名の審査員のひとりに選ばれ、その後開催された同協会主催の共進会においては青年審査員を務めた。この日本青年絵画協会は邨田丹陵、寺崎広業ら多くの画家が20代前半の若手画家であったので、壮年の30代半ばであった竹真が実質的にこの協会の要であった。明治28年（1895年）4月の日本青年絵画協会第4回共進会に出品した「夏景山水」が二等褒状を得た。また、帝国絵画協会や巽画会の会員として参加、活躍した。